# Montalbán (kommunhuvudort)
Montalbán är en kommunhuvudort i Spanien.   Den ligger i provinsen Provincia de Teruel och regionen Aragonien, i den östra delen av landet, 250 km öster om huvudstaden Madrid. Montalbán ligger 845 meter över havet och antalet invånare är 1 472.
Terrängen runt Montalbán är huvudsakligen kuperad. Montalbán ligger nere i en dal.  Trakten runt Montalbán är nära nog obefolkad, med mindre än två invånare per kvadratkilometer. Närmaste större samhälle är Utrillas, 4,3 km sydväst om Montalbán. Omgivningarna runt Montalbán är i huvudsak ett öppet busklandskap.